# Dinamarca nos Jogos Olímpicos de Verão de 2024
Dinamarca participou dos Jogos Olímpicos de Verão de 2024, realizados em Paris, na França. Foi a 29.ª aparição do país nos Jogos Olímpicos de Verão desde a estreia na primeira edição moderna em Atenas 1896, sendo representado por 123 atletas que competiram em 20 esportes.
Conquistou nove medalhas, sendo duas de ouro, duas de prata e cinco de bronze. Viktor Axelsen nas simples masculinas do badminton e a seleção masculina de handebol conquistaram os títulos olímpicos para a Dinamarca.

## Medalhas
| Atleta | Esporte   | Evento                           | Medalha |
| --- | --------- | -------------------------------- | ------- |
| Viktor Axelsen | Badminton | Simples masculino                | Ouro    |
| - Niklas Landin Jacobsen Niclas Kirkeløkke Magnus Landin Jacobsen Emil Jakobsen Rasmus Lauge Emil Nielsen Magnus Saugstrup Hans Lindberg Mathias Gidsel Henrik Møllgaard Mikkel Hansen Lukas Jørgensen Lasse Andersson Simon Hald Thomas Sommer Arnoldsen Simon Pytlick | Handebol  | Masculino                        | Ouro    |
| Cathrine Laudrup-Dufour Nanna Skodborg Merrald Daniel Bachmann Andersen | Hipismo   | Adestramento por equipes         | Prata   |
| Anne-Marie Rindom | Vela      | Laser Radial                     | Prata   |
| Turpal Bisultanov | Lutas     | Greco-romana até 87 kg masculino | Bronze  |
| Edi Hrnic | Taekwondo | Até 80 kg masculino              | Bronze  |
| - Sandra Toft Sarah Iversen Helena Elver Anne Mette Hansen Kathrine Heindahl Line Haugsted Althea Reinhardt Mette Tranborg Kristina Jørgensen Trine Østergaard Louise Burgaard Mie Højlund Emma Friis Rikke Iversen Michala Møller                                      | Handebol  | Feminino                         | Bronze  |
| Emma Jørgensen | Canoagem  | K-1 500 m feminino               | Bronze  |
| Michael Mørkøv Niklas Larsen | Ciclismo  | Madison masculino                | Bronze  |

## Competidores
Esta foi a participação por modalidade nesta edição:
| Esporte       | Masculino | Feminino | Total |
| ------------- | --------- | -------- | ----- |
| Atletismo     | 1         | 3        | 4     |
| Badminton     | 4         | 3        | 7     |
| Boxe          | 1         | 0        | 1     |
| Canoagem      | 5         | 2        | 7     |
| Ciclismo      | 9         | 8        | 17    |
| Golfe         | 2         | 2        | 4     |
| Handebol      | 16        | 15       | 31    |
| Hipismo       | 3         | 2        | 5     |
| Judô          | 0         | 1        | 1     |
| Lutas         | 1         | 0        | 1     |
| Natação       | 0         | 7        | 7     |
| Remo          | 3         | 14       | 17    |
| Skate         | 0         | 1        | 1     |
| Taekwondo     | 1         | 0        | 1     |
| Tênis         | 0         | 2        | 2     |
| Tênis de mesa | 3         | 0        | 3     |
| Tiro          | 1         | 2        | 3     |
| Triatlo       | 1         | 1        | 2     |
| Vela          | 5         | 4        | 9     |
| Total         | 56        | 67       | 123   |